# Mabel Bent
Mabel Virginia Anna Bent, född 28 januari 1847 i Irland, död 3 juli 1929 i London var en irländsk-engelsk upptäcktsresande, författare och fotograf.
Hon reste till områden vid östra Medelhavet, i Mindre Asien och Afrika samt på den Arabiska halvön tillsammans med sin man Theodore Bent. Paret reste varje vinter under tjugo års tid i slutet av 1800-talet för att utforska områdena och samla in föremål. Resten av året skrev Theodore Bent artiklar och böcker och planerade nya resor.

## Biografi
Bent föddes som andra dotter till  Robert Westley Hall-Dare och Frances Anna Catherine Lambart på godset Beauparc i Meath i Irland. Familjen flyttade till Temple House i Sligo och senare till Bunclody. Bent och hennes syster undervisades i hemmet av guvernanter och privatlärare och förlorade tidigt både sina föräldrar och sina två bröder.
Den 2 augusti 1877 gifte hon sig med sin avlägsna kusin Theodore Bent och flyttade till London med sin man. Paret flyttade senare till ett townhouse där de bodde kvar resten av sitt liv, varav Mabel Bent 30 år efter makens död. 

## Resor
Den första gemensamma resan gick till Italien i slutet på 1870-talet och vintern 
1882-1883 reste de till Grekland och östra Medelhavet och besökte Tinos och Amorgos i Kykladerna. Det var under denna resa Mabel Bent började att föra dagbok och anteckningar som underlag för de böcker och artiklar som maken skrev. Hennes anteckningar finns nu på Hellenic and Roman Library i London och flera av hennes brev från Afrika och arabländerna finns på Royal Geographical Society.
På resan till Tolvöarna, som då tillhörde Turkiet, år 1885 började hon att fotografera och var fotograf på alla senare resor. Fotografierna blev underlag för illustrationer i makens böcker och artiklar och visades vid de föredrag som han höll på bland annat Royal Geographical Society.
Bland andra resor kan nämnas resan till Bahrain 1889 för utgrävningar av Dilmuns gravhögar, resan till Mashonaland i Zimbabwe) 1891 på uppdrag av  Cecil Rhodes för att utforska Stora Zimbabwe och resan till Etiopien och Aksum 1893.
Bent behöll många af de insamlade föremålen och visade dem för besökare. Hon var en uppskattad berättare och donerade hon en mängd föremål till British Museum 1926. Dräkterna hon samlade in på de grekiska öarna finns nu på
Victoria and Albert Museum i London och Benaki Museum i Aten.
Efter Theodore Bents död i London i maj 1897 fortsatte Mabel Bent att resa. Hon besökte  Egypten 1898 för att studera områden runt Nilen och skrev där sin sista dagbok A lonely useless journey. Hon besökte också Heliga landet flera gånger och var medlem i '‘Garden Tomb Association’' i Jerusalem, som arbetade för att bevara en gravplats utanför stadsmuren, som de ansåg vara Jesu grav. Tillsammans med Charlotte Hussey skrev hon senare en uppdaterad guidebok. Bent och Hussey blev ovänner med personal på det engelska konsulatet och frågan diskuterades i Brittiska underhuset. På en tur i saltöknen vid Har Sedom, söder om Jerusalem bröt hon benet när hennes häst snubblade och hennes syster reste till Israel för att vårda henne.